# اوله کوزیشکورت
اوله کوزیشکورت (اوکراینی: Олег Вадимович Козішкурт؛ زادهٔ ۹ سپتامبر ۲۰۰۳) بازیکن فوتبال اهل اوکراین است.